# Sphingonotus nadigi
Sphingonotus nadigi är en insektsart som beskrevs av Boris Petrovich Uvarov 1933. Sphingonotus nadigi ingår i släktet Sphingonotus och familjen gräshoppor. Inga underarter finns listade i Catalogue of Life.